# کاروانسرای فتحعلیشاهی
کاروانسرای فتحعلیشاهی یا حاج کمال مربوط به دوره قاجار است و در کیلومتر ۳۷ مسیر جاده تهران ساوه واقع شده و این اثر در تاریخ ۱۹ دی ۱۳۵۶ با شمارهٔ ثبت ۱۵۵۸ به‌عنوان یکی از آثار ملی ایران به ثبت رسیده است.

## تاریخچه
این کاروانسرا توسط حاج کمال در دوره فتحعلیشاه قاجار در سال ۱۲۴۵ ه ق ساخته شده است. برخی معتقدند این کاروانسرا توسط حاج کمال وقف شده بود و قافله ها هزینه ای برای اقامت در آن نمی پرداختند. ساختمان کاروانسرا حدود ۳۴۰۰ مترمربع است که ۲۴۰۰ متر مربع از آن زیربنا و ۱۰۰۰ متر مربع بقیه را صحن کاروانسرا تشکیل‏ می‏ دهد. 

## نگارخانه

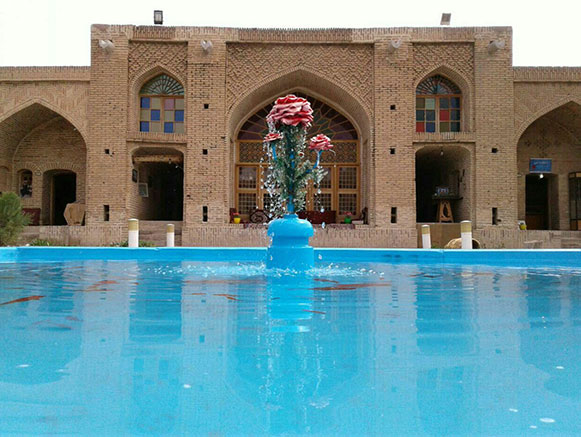
نمای رو به رو کاوانسرای فتحعلیشاهی

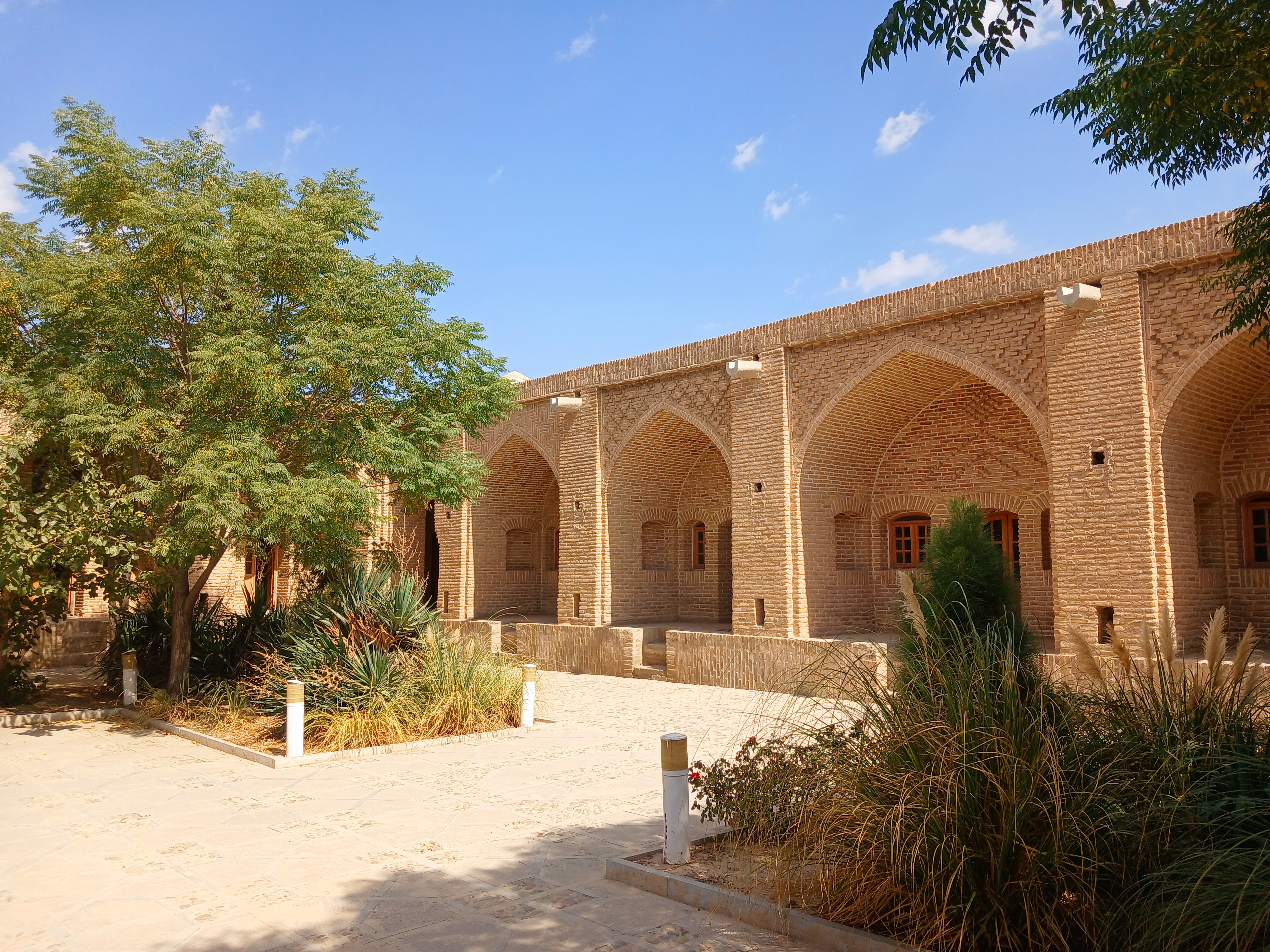
بخشی از حجره های دور تا دور حیاط مرکزی
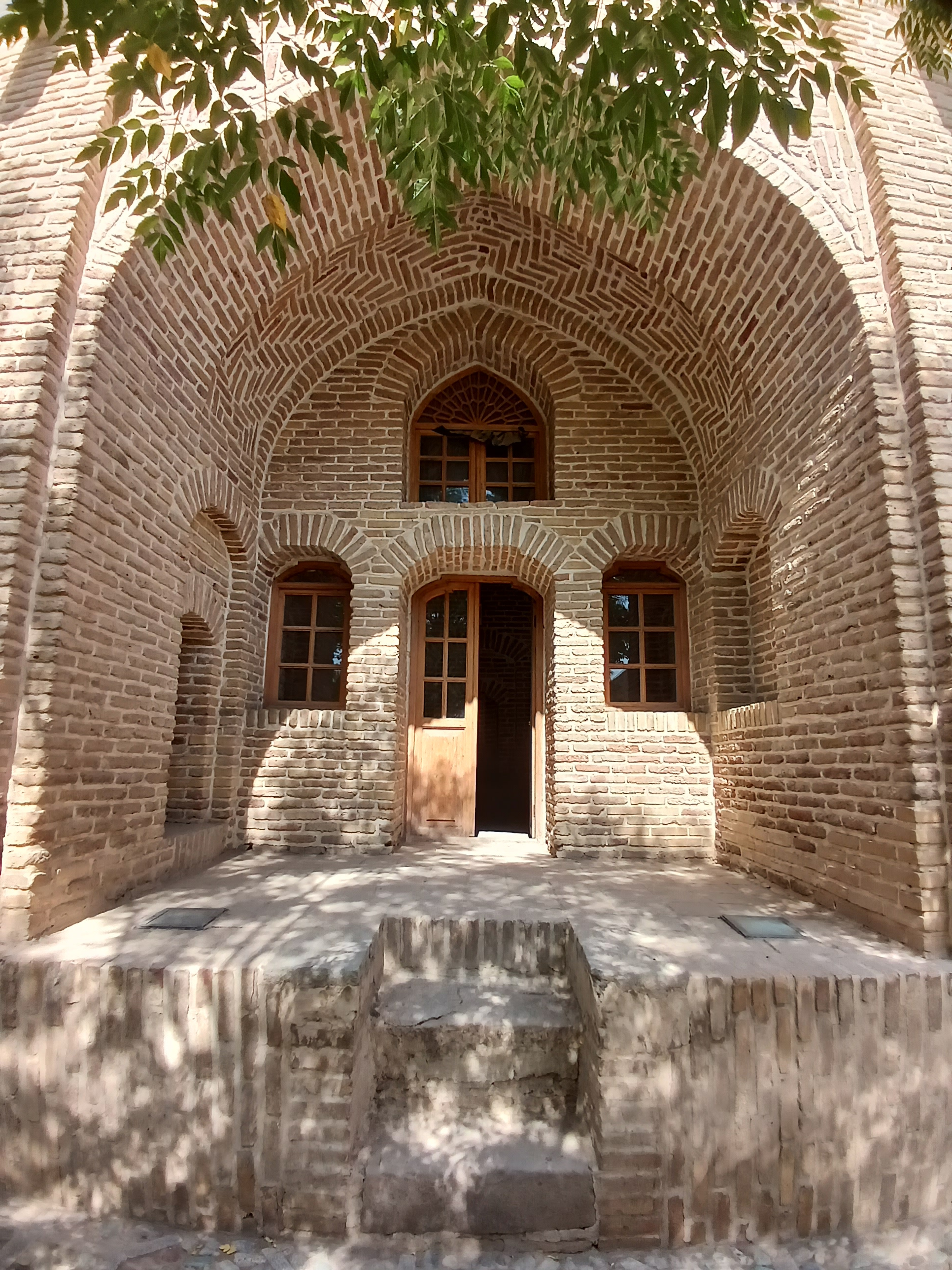
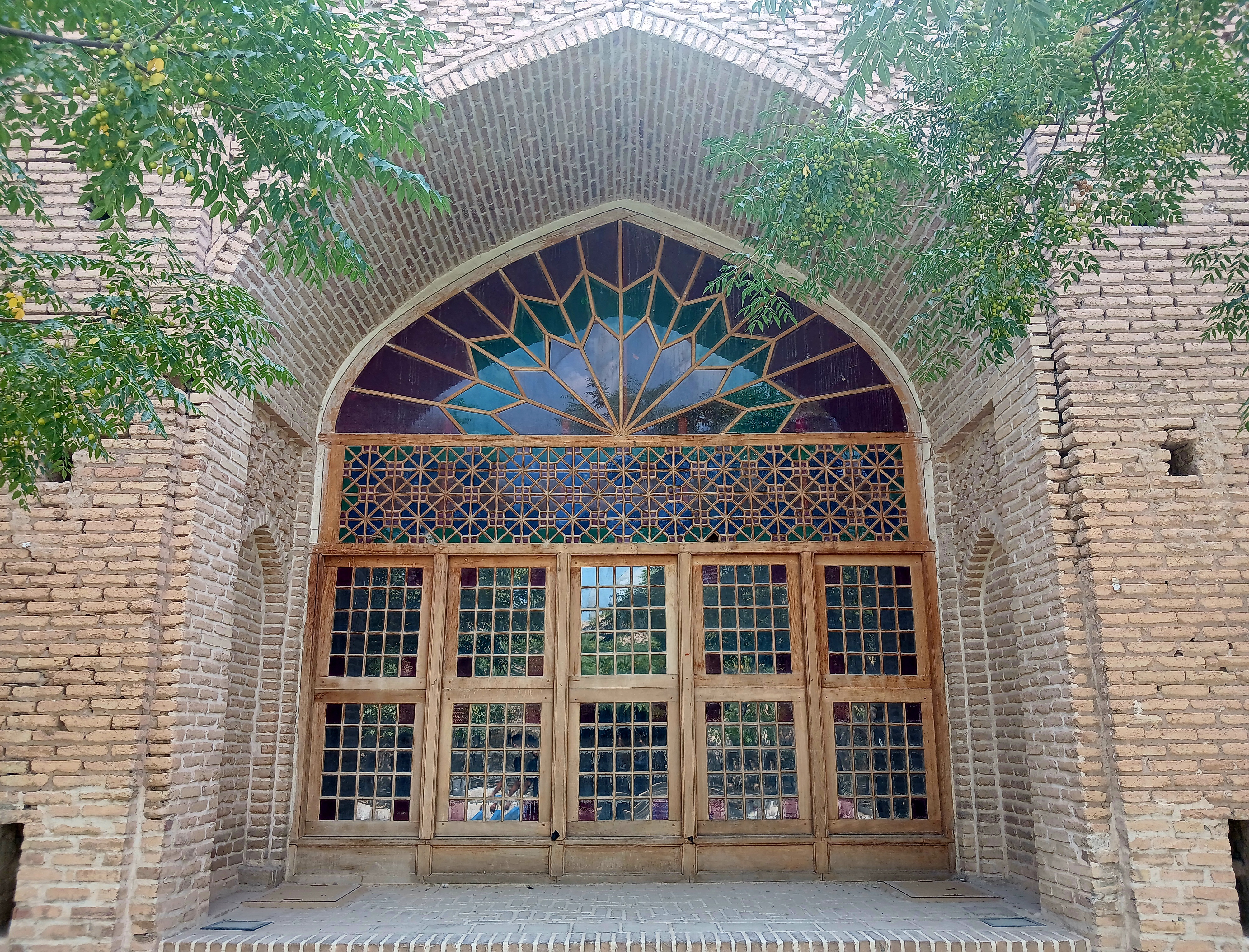
شاه‌نشین کاروانسرا (ضلع جنوبی بنا)
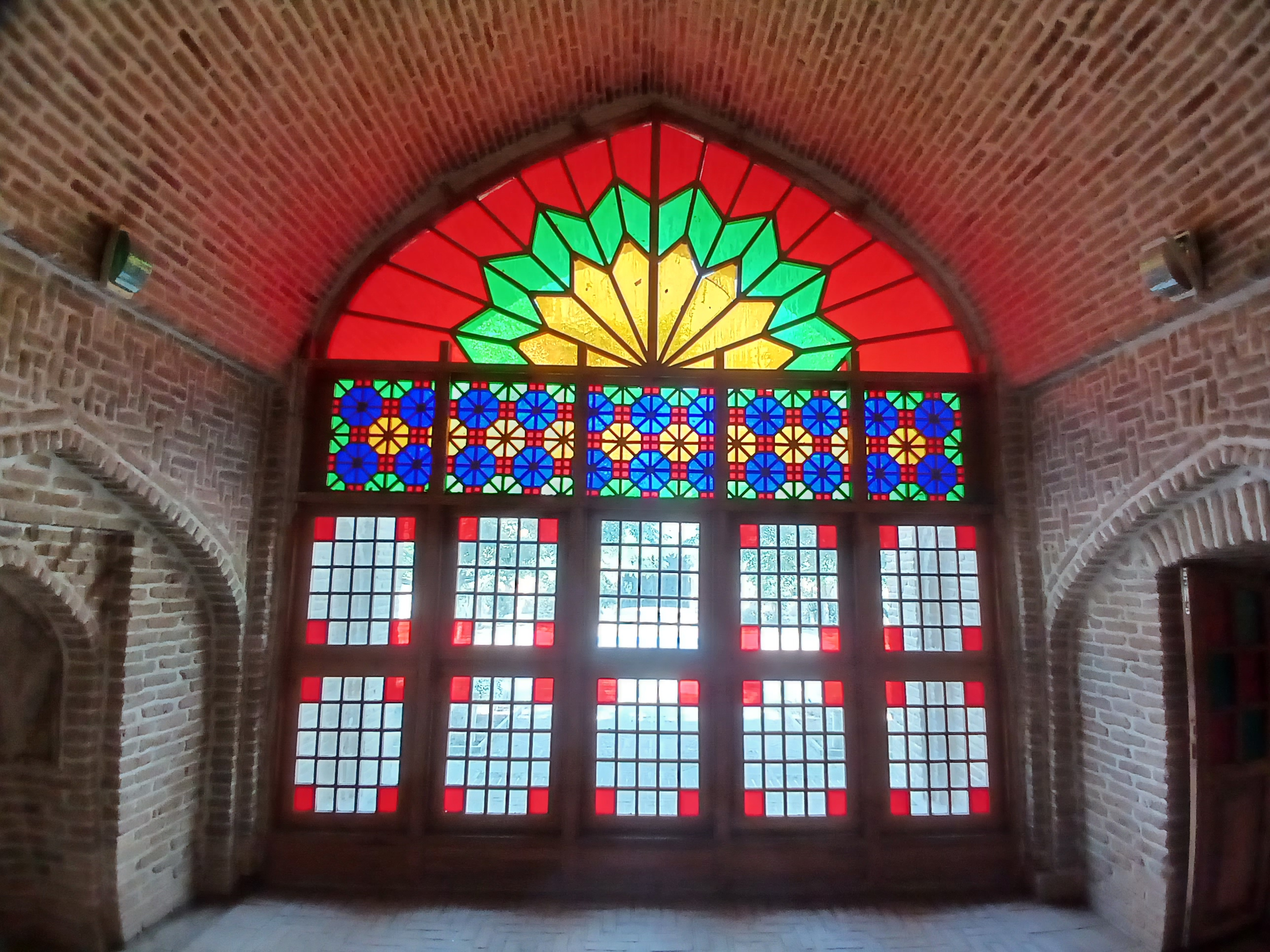
درون شاه‌نشین بنا و پنجره های ارسی آن
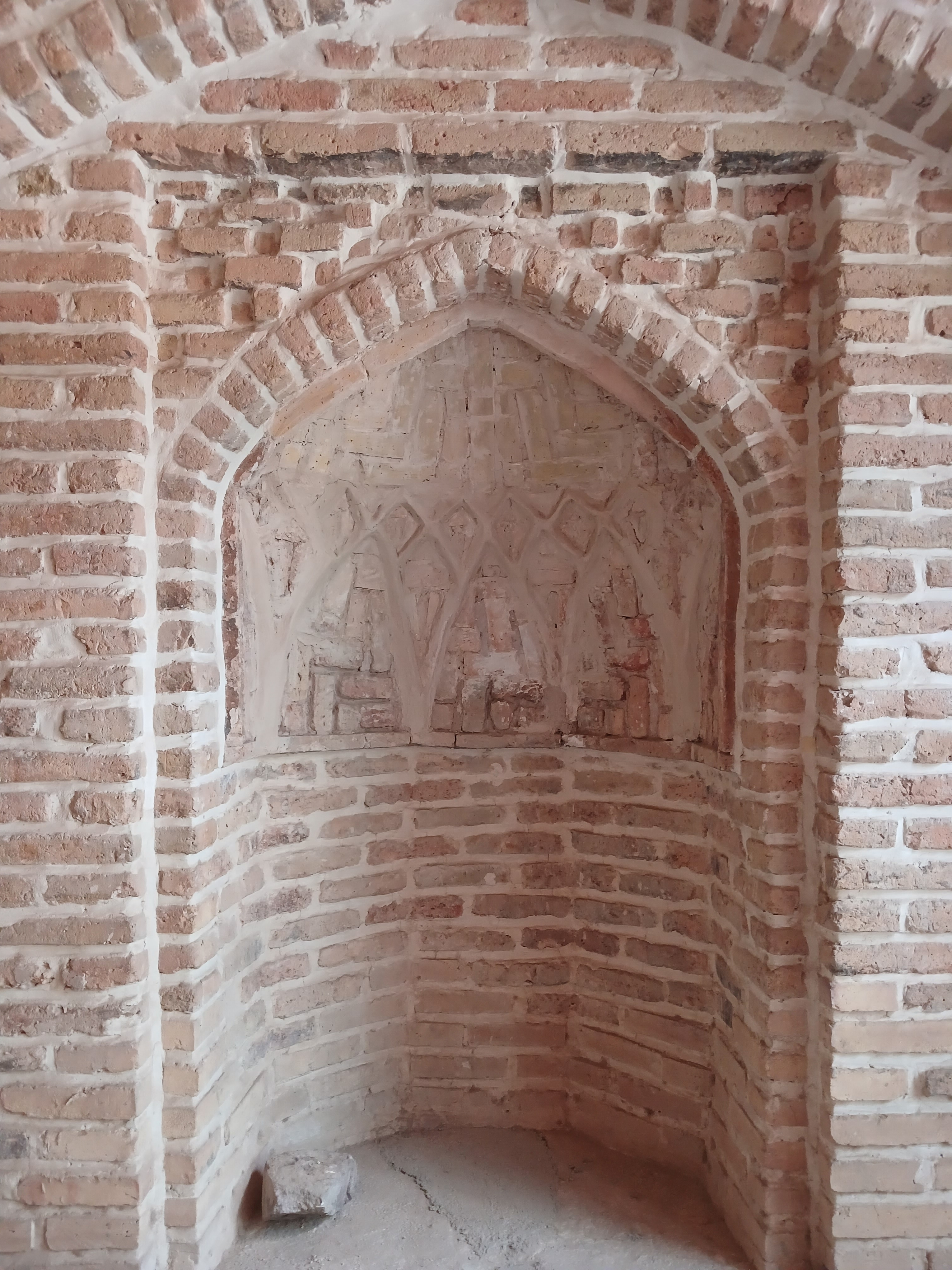
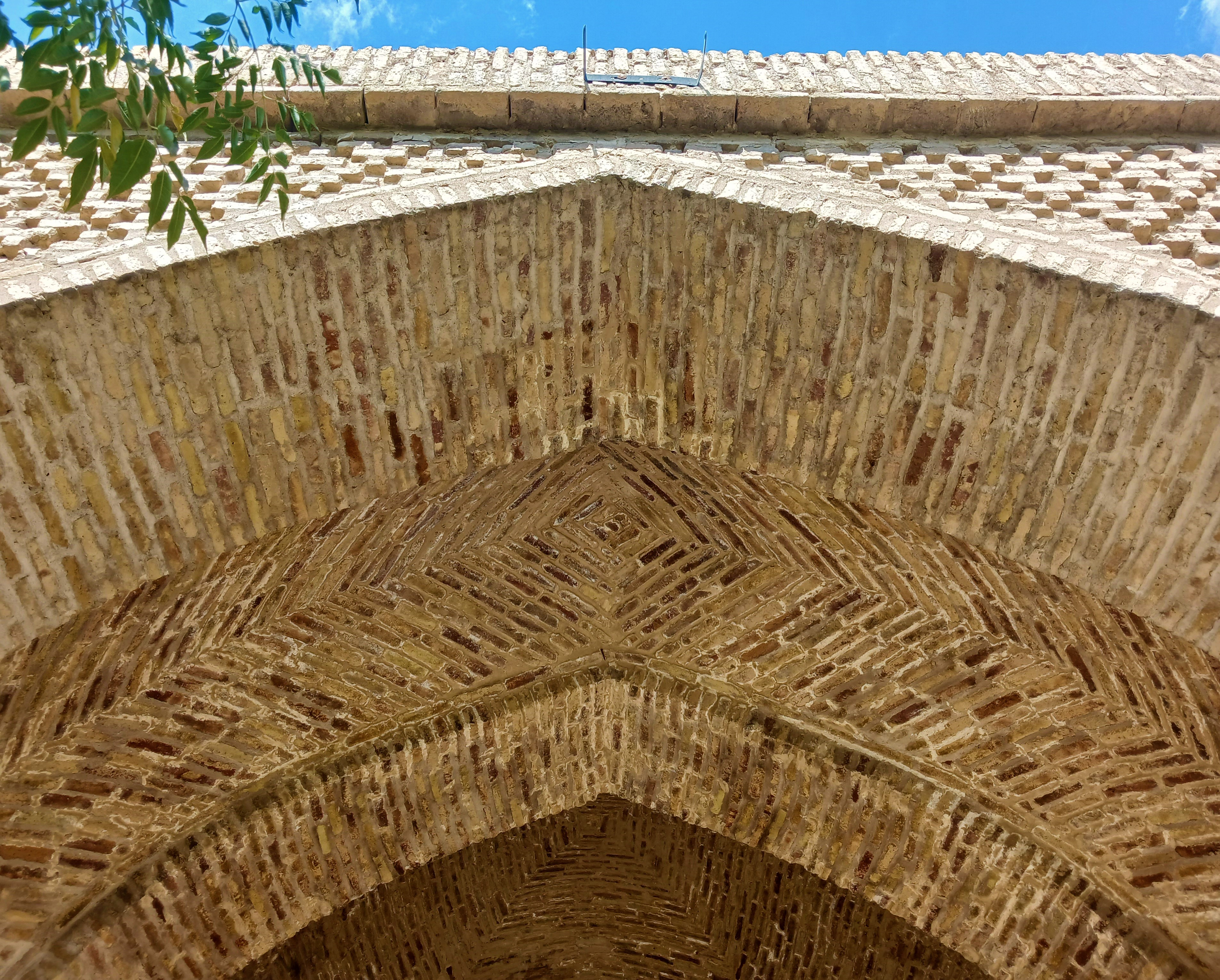
بخشی از آجرکاری های ایوان ورودی بنا
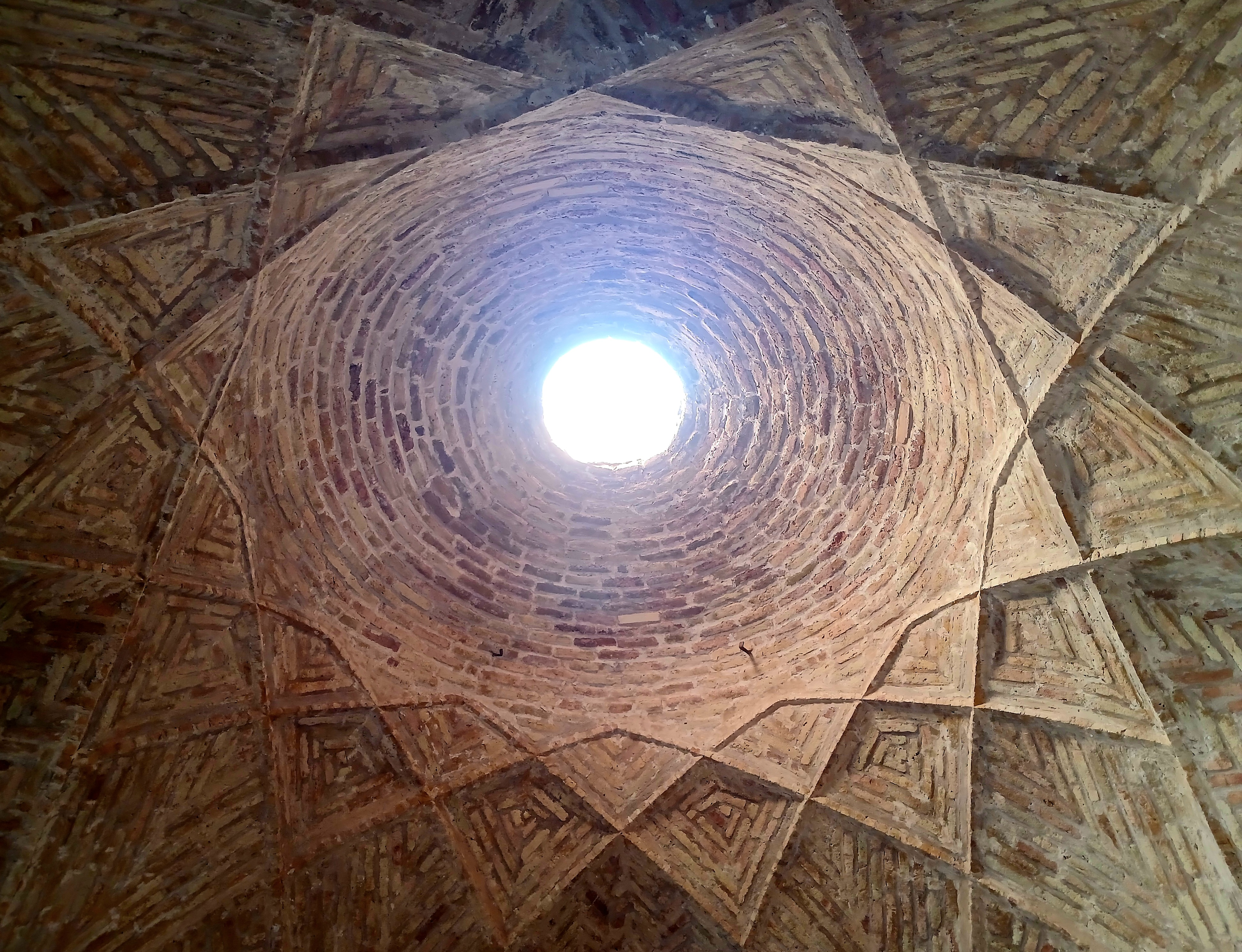
بخشی از تزئینات زیر سقف ورودی کاروانسرا و هورنو (سوراخ درون گنبد) آن
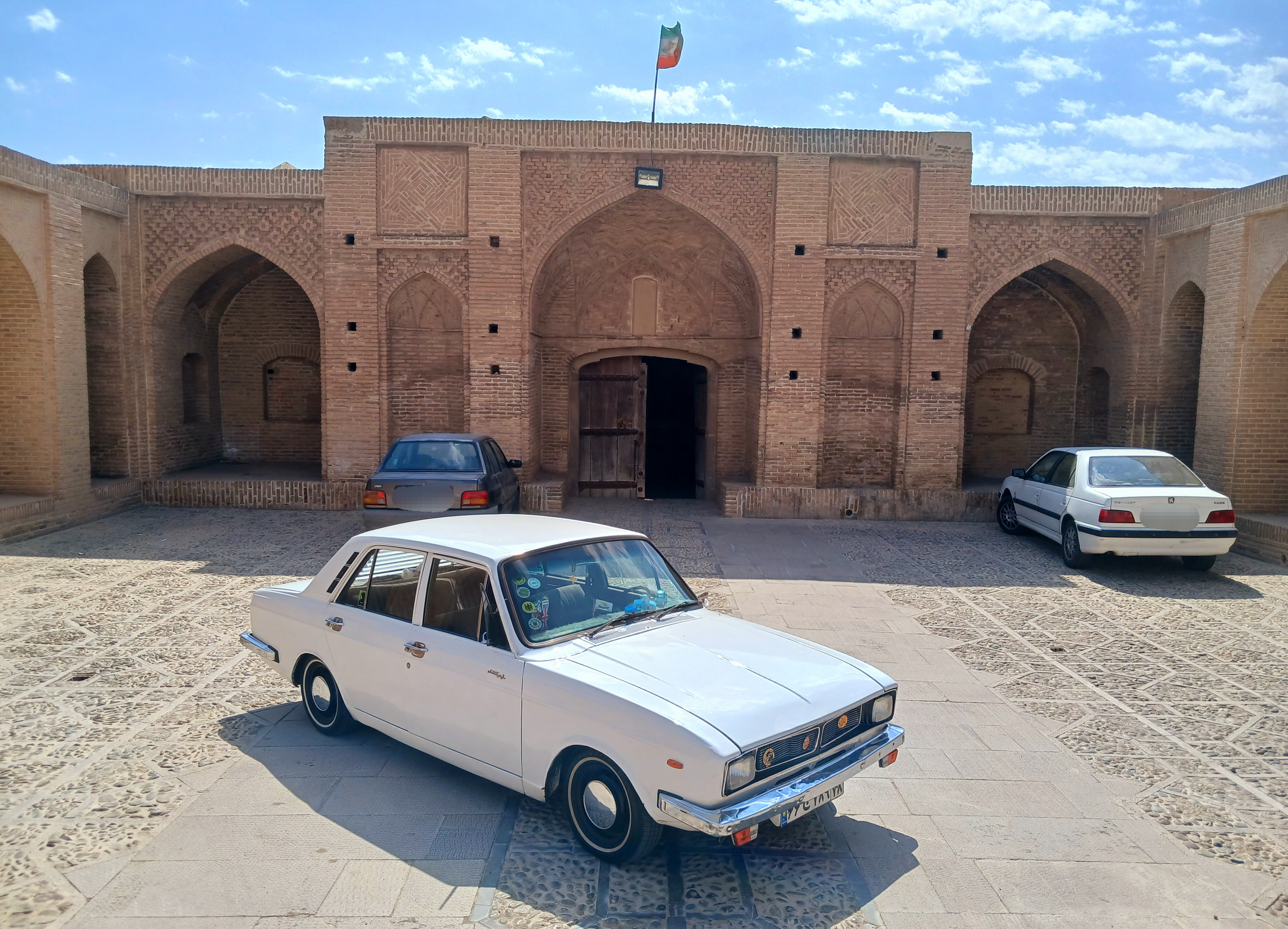